# 伊藤有里子
伊藤 有里子（いとう ゆりこ、1974年7月30日 - ）は、福岡県を中心に活動するフリーアナウンサー。

## 経歴
基礎情報も参照。バンクーバー（ カナダ）への留学経験あり。白百合女子大学卒業後の1998年（平成10年）、KBC九州朝日放送にアナウンサーとして入社。同期は濱田しのぶ。
結婚を機に退職後 中国に留学、大連電視台で日本語情報番組『桜の風』の初代キャスターを務める傍ら現地の大学で日本語の講師も務めた。
帰国後出産し、古巣の子会社KBCメディアと契約、フリーアナウンサーとして活動再開。契約満了後留学時の関係もあってテレビ西日本に活動の舞台を移した。現在は番組のリポーターを務める傍らコミュニケーション技術指導や日本語教育に携わる。
フリージャーナリストのみわよしこは夫の姉。

## 現在の出演番組
- 土曜NEWSファイル CUBE フィールドリポーター（テレビ西日本、随時）

## 過去の出演番組

### KBCテレビ　九州朝日放送
- KBCニュース
- 朝はポレポレ
- アサデス。九州・山口
- パックン!きょろぱく
- FOR YOU

### KBCラジオ　九州朝日放送
- KBC朝日新聞ニュース
- 川上鴻一郎 本の気持ちです
- ミュージックカウントダウン
- ホームラン歌謡曲

### テレビ西日本
- TNCスーパーニュース リポーター

### その他日本国内
- around the globe（LOVE FM、中国人AJのピンチヒッターとして担当）

### 大連電視台
- 桜の風（本名で出演）
- 城市発見（ゲスト出演、会話は中国語）